# Duda Beat
Eduarda Bittencourt Simões (Recife, 8 de octubre de 1987), más conocida como Duda Beat, es una cantante y compositora brasileña. La artista es a menudo apodada la "imperatriz de Pernambuco", por hacer varias referencias a la cultura de su estado natal.

## Biografía
Eduarda Bittencourt Simões nació en la ciudad de Recife, capital del estado brasileño de Pernambuco, el 8 de octubre de 1987. Es hija del matrimonio de Recife Suyenne Bittencourt y Tárciso Simões. A los 18 años se trasladó a Río de Janeiro, donde se licenció en Ciencias Políticas en la Universidad Federal del Estado de Río de Janeiro.
En abril de 2018, se graduó en ciencias políticas en la Universidad Federal del Estado de Río de Janeiro y publicó un artículo sobre el cristianismo evangélico y la política brasileña. En el mismo mes, comenzó su carrera musical profesional, lanzando su álbum debut independiente Sinto Muito.Su nombre artístico sería inicialmente "Duda Bitt", pero la cantante decidió adoptar el nombre Duda Beat en homenaje al movimiento contracultural manguebeat.
Duda Beat está casada con Tomás Tróia, productor de sus dos discos e integrante de su banda. 
Ganó el Premio ACPA a Artista Revelación en 2018, y su álbum debut Sinto Muito fue incluido en la lista de los diez mejores discos brasileños de aquel año por la revista Rolling Stone Brasil.

## Discografía

### Álbumes de estudio
- 2018: Sinto Muito
- 2021: Te Amo Lá Fora

### EPs
- 2021: Duda Beat & Nando Reis (con Nando Reis)